# Carole Chatelain
Carole Chatelain, née le 21 mai 1963 à N'Djaména (ex-Fort-Lamy) au Tchad, est une journaliste française. Rédactrice en chef du magazine Sciences et Avenir de 2008 à 2020, elle est nommée directrice des rédactions des magazines Sciences et Avenir-La Recherche de 2021 à 2023. Depuis 2024, elle est présidente de l'Association des journalistes scientifiques de la presse d'information.

## Enfance et formation
Fille de Jean-Paul Chatelain, ingénieur des travaux publics et d’Andrée Duverney, infirmière, elle passe les premières années de sa vie au Tchad et à Madagascar, elle entre en classes préparatoires littéraires en 1981 au lycée Berthollet d’Annecy (Haute-Savoie), puis elle obtient une maîtrise de Lettres Modernes à l’université Lyon III. Elle suit ensuite la formation de logistique internationale à l’Institut Bioforce de Lyon.

## Carrière journalistique
Carole Chatelain débute comme journaliste au quotidien Lyon-Figaro en 1986 où elle intègre le service des informations générales pour lequel elle sera notamment chargée de l’affaire Action directe et assure la chronique judiciaire aux Assises. Rejoignant Paris, elle devient pigiste pour Ça m'intéresse (Prisma Presse), VSD (Prisma Presse) et Santé Magazine avant d’intégrer la rédaction d'Impact Médecin en 1997. La même année, elle prend en charge le service Actualités du magazine Ça m'intéresse puis intègre la rédaction de GEO en 1999 où elle est plus spécifiquement responsable des reportages portant sur l’environnement.
En 2005, elle rejoint le quotidien 20 minutes comme rédactrice en chef avant de prendre la rédaction en chef du magazine Sciences et Avenir en 2008. Elle est promue Directrice des rédactions des magazines Sciences et Avenir et La Recherche par Claude Perdriel, fondateur-directeur du groupe de presse, en janvier 2021.
En 2023, elle est élue présidente de l'Association des journalistes scientifiques de la presse d'information (AJSPI). Elle est réélue en 2025 pour un nouveau mandat.
À titre honorifique, elle est nommée membre du Conseil d'orientation de l'Institut des hautes études par les sciences et la technologie, par arrêté du 28 juin 2024.

## Médiatrice
Carole Chatelain, diplômée en 2019 de l'Institut de la formation à la médiation et à la négociation (IFOMENE), est chargée d'enseignement à l'Université Paris-Nanterre et à l'Institut de formation à la médiation et à la négociation (IFOMENE) de l'Institut catholique de Paris depuis 2020.
Elle est l'autrice du livre Médiation : comment développer son empathie ? Les ressources du cerveau, paru en décembre 2019 aux éditions Archétype 82 (ISBN 978-2-36341-208-9).